# Râul Suhurluiul Sec
Râul Surhuluiul Sec (uneori numit și Râul Suhului) este un curs de apă, afluent al râului Suhurlui. Cursul superior al râului, amonte de Vârlezi este uneori numit și Râul Valea Mare.

## Nominalizare și dezambiguizare
Există în zonă două râuri cu nume similare, Râul Suhurlui sau Râul Suhului. În diferitele hărți și materiale documentare, cele două denumiri sunt adesea utilizate interschimbabil. În prezentarea râurilor din România s-a adoptat varianta în care râul Suhurlui este cursul principal iar râul Suhurluiul Sec sau râul Suhului este râul afluent. ). Este de asemenea de menționat că denumirile Suhurlui sau Suhului nu sunt genitive, ci urmează hidronimia din zonă, unde râurile au nume așa cum sunt: Covurlui, Gerului, Suhului, Suhurlui (cu accentul pe ultima silabă). Varianta Râul Suhu sub care râul este prezentat în unele documente este greșită.